# Niemcy na Zimowych Igrzyskach Olimpijskich 1992
Reprezentacja Niemiec na Zimowych Igrzyskach Olimpijskich 1992 liczyła 111 zawodników - 75 mężczyzn i 36 kobiet, którzy wystąpili w jedenastu dyscyplinach sportowych. Reprezentanci tego kraju zdobyli łącznie dwadzieścia sześć medali - dziesięć złotych, dziesięć srebrnych i sześć brązowych. Niemcy zajęły pierwsze miejsce w klasyfikacji medalowej.
Najmłodszym niemieckim zawodnikiem podczas ZIO 1992 była Regina Häusl (18 lat i 57 dni), a najstarszym - Rudi Lochner (38 lat i 323 dni).

## Zdobyte medale
| Medal  | Zawodnicy                                             | Dyscyplina            | Konkurencja                |
| ------ | ----------------------------------------------------- | --------------------- | -------------------------- |
| Złoto  | Mark Kirchner                                         | Biathlon              | Sprint mężczyzn            |
| Złoto  | Ricco Groß Jens Steinigen Mark Kirchner Fritz Fischer | Biathlon              | Sztafeta mężczyzn          |
| Złoto  | Antje Misersky                                        | Biathlon              | Bieg indywidualny kobiet   |
| Złoto  | Georg Hackl                                           | Saneczkarstwo         | Jedynki mężczyzn           |
| Złoto  | Stefan Krauße Jan Behrendt                            | Saneczkarstwo         | Dwójki mężczyzn            |
| Złoto  | Uwe-Jens Mey                                          | Łyżwiarstwo szybkie   | 500 m mężczyzn             |
| Złoto  | Olaf Zinke                                            | Łyżwiarstwo szybkie   | 1000 m mężczyzn            |
| Złoto  | Jacqueline Börner                                     | Łyżwiarstwo szybkie   | 1500 m kobiet              |
| Złoto  | Gunda Niemann                                         | Łyżwiarstwo szybkie   | 3000 m kobiet              |
| Złoto  | Gunda Niemann                                         | Łyżwiarstwo szybkie   | 5000 m kobiet              |
| Srebro | Ricco Groß                                            | Biathlon              | Sprint mężczyzn            |
| Srebro | Mark Kirchner                                         | Biathlon              | Bieg indywidualny mężczyzn |
| Srebro | Antje Misersky                                        | Biathlon              | Sprint kobiet              |
| Srebro | Uschi Disl Antje Misersky Petra Schaaf                | Biathlon              | Sztafeta kobiet            |
| Srebro | Rudi Lochner Markus Zimmermann                        | Bobsleje              | Dwójki mężczyzn            |
| Srebro | Wolfgang Hoppe Bogdan Musiol Axel Kühn René Hannemann | Bobsleje              | Czwórki mężczyzn           |
| Srebro | Yves Mankel Thomas Rudolph                            | Saneczkarstwo         | Dwójki mężczyzn            |
| Srebro | Gunda Niemann                                         | Łyżwiarstwo szybkie   | 1500 m kobiet              |
| Srebro | Heike Warnicke                                        | Łyżwiarstwo szybkie   | 3000 m kobiet              |
| Srebro | Heike Warnicke                                        | Łyżwiarstwo szybkie   | 5000 m kobiet              |
| Brąz   | Katja Seizinger                                       | Narciarstwo alpejskie | Supergigant kobiet         |
| Brąz   | Christoph Langen Günther Eger                         | Bobsleje              | Dwójki mężczyzn            |
| Brąz   | Susi Erdmann                                          | Saneczkarstwo         | Jedynki kobiet             |
| Brąz   | Christa Luding                                        | Łyżwiarstwo szybkie   | 500 m kobiet               |
| Brąz   | Monique Garbrecht                                     | Łyżwiarstwo szybkie   | 1000 m kobiet              |
| Brąz   | Claudia Pechstein                                     | Łyżwiarstwo szybkie   | 5000 m kobiet              |

## Wyniki reprezentantów Niemiec

### Biathlon
Mężczyźni
- Ricco Groß

sprint - 
- Steffen Hoos

bieg indywidualny - 18. miejsce
- Mark Kirchner

sprint - 
bieg indywidualny - 
- Frank-Peter Roetsch

sprint - 9. miejsce
bieg indywidualny - 53. miejsce
- Jens Steinigen

bieg indywidualny - 29. miejsce
- Ricco Groß
Jens Steinigen
Mark Kirchner
Fritz Fischer

sztafeta - 
Kobiety
- Uschi Disl

sprint - 11. miejsce
bieg indywidualny - 24. miejsce
- Inga Kesper

sprint - 10. miejsce
bieg indywidualny - 15. miejsce
- Antje Misersky

sprint - 
bieg indywidualny - 
- Petra Schaaf

sprint - 6. miejsce
bieg indywidualny - 13. miejsce
- Uschi Disl
Antje Misersky
Petra Schaaf

sztafeta - 

### Biegi narciarskie
Mężczyźni
- Holger Bauroth

30 km stylem klasycznym - 28. miejsce
50 km stylem dowolnym - 26. miejsce
- Jochen Behle

10 km stylem klasycznym - 24. miejsce
30 km stylem klasycznym - 15. miejsce
- Johann Mühlegg

10 km stylem klasycznym - 31. miejsce
Bieg łączony - 16. miejsce
50 km stylem dowolnym - 7. miejsce
- Janko Neuber

10 km stylem klasycznym - 32. miejsce
Bieg łączony - 23. miejsce
30 km stylem klasycznym - 47. miejsce
50 km stylem dowolnym - 29. miejsce
- Torald Rein

10 km stylem klasycznym - 29. miejsce
Bieg łączony - 21. miejsce
30 km stylem klasycznym - 30. miejsce
- Holger Bauroth
Jochen Behle
Torald Rein
Johann Mühlegg

sztafeta - 6. miejsce

### Bobsleje
Mężczyźni
- Rudi Lochner
Markus Zimmermann

Dwójki - 
- Christoph Langen
Günther Eger

Dwójki - 
- Harald Czudaj
Tino Bonk
Axel Jang
Alexander Szelig

Czwórki - 6. miejsce
- Wolfgang Hoppe
Bogdan Musiol
Axel Kühn
René Hannemann

Czwórki - 

### Hokej na lodzie
Mężczyźni
- Rick Amann, Thomas Brandl, Andreas Brockmann, Helmut de Raaf, Peter Draisaitl, Ron Fischer, Karl Friesen, Dieter Hegen, Michael Heidt, Josef Heiß, Ulrich Hiemer, Raimund Hilger, Georg Holzmann, Axel Kammerer, Udo Kießling, Ernst Köpf, Jörg Mayr, Andreas Niederberger, Michael Rumrich, Jürgen Rumrich, Mike Schmidt, Bernd Truntschka, Gerd Truntschka - 6. miejsce

### Kombinacja norweska
Mężczyźni
- Thomas Dufter

Gundersen - 12. miejsce
- Sven Leonhardt

Gundersen - 35. miejsce
- Thomas Dufter

Gundersen - 16. miejsce
- Hans-Peter Pohl
Jens Deimel
Thomas Dufter

sztafeta - 5. miejsce

### Łyżwiarstwo figurowe
Kobiety
- Marina Kielmann

solistki - 10. miejsce
- Patricia Neske

solistki - 13. miejsce
Pary
- Peggy Schwarz
Alexander König

Pary sportowe - 7. miejsce
- Anuschka Gläser
Axel Rauschenbach

Pary sportowe - 8. miejsce

### Łyżwiarstwo szybkie
Mężczyźni
- Peter Adeberg

500 m - 23. miejsce
1000 m - 5. miejsce
1500 m - 15. miejsce
- Frank Dittrich

5000 m - 4. miejsce
10 000 m - 20. miejsce
- Rudi Jeklic

5000 m - 34. miejsce
10 000 m - 23. miejsce
- Uwe-Jens Mey

500 m - 
- Markus Tröger

1500 m - 13. miejsce
5000 m - 15. miejsce
10 000 m - 15. miejsce
- Olaf Zinke

500 m - 25. miejsce
1000 m - 
1500 m - 6. miejsce
Kobiety
- Anke Baier-Loef

500 m - 10. miejsce
1000 m - 9. miejsce
- Jacqueline Börner

1500 m - 
3000 m - 8. miejsce
- Monique Garbrecht

500 m - 4. miejsce
1000 m - 
1500 m - 5. miejsce
- Angela Hauck

500 m - 8. miejsce
1000 m - 14. miejsce
- Christa Luding

500 m - 
1000 m - 8. miejsce
- Gunda Niemann

1500 m - 
3000 m - 
5000 m - 
- Claudia Pechstein

5000 m - 
- Heike Warnicke

1500 m - 8. miejsce
3000 m - 
5000 m - 

### Narciarstwo alpejskie
Mężczyźni
- Armin Bittner

gigant - DNF
slalom - DNF
- Berni Huber

zjazd - 19. miejsce
supergigant - 31. miejsce
- Peter Roth

gigant - DNF
slalom - 16. miejsce
- Hansjörg Tauscher

zjazd - 7. miejsce
supergigant - 21. miejsce
- Markus Wasmeier

zjazd - 4. miejsce
supergigant - 9. miejsce
gigant - DNF
kombinacja - 5. miejsce
Kobiety
- Martina Ertl

slalom - 15. miejsce
- Michaela Gerg-Leitner

zjazd - 18. miejsce
supergigant - 7. miejsce
gigant - DNF
kombinacja - DNF
- Katrin Gutensohn

zjazd - 6. miejsce
- Traudl Hächer

gigant - 14. miejsce
- Regina Häusl

kombinacja - DNF
- Christina Meier-Höck

gigant - 11. miejsce
- Regine Mösenlechner

supergigant - 14. miejsce
- Katja Seizinger

zjazd - 4. miejsce
supergigant - 
gigant - 8. miejsce
kombinacja - DNF
- Miriam Vogt

zjazd - 9. miejsce
supergigant - 18. miejsce
kombinacja - 9. miejsce

### Narciarstwo dowolne
Mężczyźni
- Klaus Weese

jazda po muldach - 19. miejsce
Kobiety
- Birgit Keppler-Stein

jazda po muldach - 5. miejsce
- Tatjana Mittermayer

jazda po muldach - 4. miejsce
- Yvonne Seifert

jazda po muldach - 9. miejsce

### Saneczkarstwo
Mężczyźni
- René Friedl

jedynki - 8. miejsce
- Georg Hackl

jedynki - 
- Jens Müller

jedynki - 5. miejsce
- Stefan Krauße
Jan Behrendt

dwójki - 
- Yves Mankel
Thomas Rudolph

dwójki - 
Kobiety
- Susi Erdmann

jedynki - 
- Gabi Kohlisch

jedynki - 6. miejsce
- Jana Bode

jedynki - 13. miejsce

### Skoki narciarskie
Mężczyźni
- Jens Deimel

Skocznia normalna - 34. miejsce
- Christof Duffner

Skocznia duża - 11. miejsce
- Heiko Hunger

Skocznia normalna - 7. miejsce
Skocznia duża - DNF
- Dieter Thoma

Skocznia normalna - 27. miejsce
Skocznia duża - 39. miejsce
- Jens Weißflog

Skocznia normalna - 9. miejsce
Skocznia duża - 33. miejsce
- Dieter Thoma
Heiko Hunger
Jens Weißflog
Christof Duffner

Drużynowo - 5. miejsce